# Alexandre Maria Pinheiro Torres
Alexandre Maria Pinheiro Torres (Amarante, 27 de dezembro de 1921 – Cardiff, 3 de agosto de 1999) foi um escritor, historiador de literatura, crítico literário português do movimento neo-realista.

## Biografia
Filho de João Maria Pinheiro Torres e de Margarida Francisca da Silva Pinheiro Torres, estudou na Universidade do Porto, onde se bacharelou em Ciências Físico-Químicas. Mais tarde, na Universidade de Coimbra, licenciou-se em Ciências Histórico-Filosóficas.
Foi um dos fundadores da revista A Serpente.
Enquanto residia em Coimbra, conviveu em com diversos poetas da sua época. Esse grupo de poetas tiveram parte das suas obras poéticas reunidas no Novo Cancioneiro.
Entre 1951 e 1961 foi casado com a poeta Leonor de Almeida.
Foi professor do ensino secundário até ao momento em que foi obrigado a exilar-se no Brasil.  A partir de 1965 esse exílio foi continuado em Cardiff (País de Gales),  onde foi professor na Faculdade de Cardiff.
O exílio de Pinheiro Torres foi consequência de ter sido proibido de ensinar em Portugal, pelo regime salazarista. Essa proibição foi consequência de o escritor, quando convidado pela Sociedade Portuguesa de Escritores para fazer parte em 1965 do júri do Grande Prémio de Ficção, ter querido atribuir esse prémio à obra “Luuanda” de Luandino Vieira, que estava preso no Tarrafal em Cabo Verde pela prática de crimes políticos. Com efeito, Alexandre Pinheiro Torres chegou a ser detido e interrogado no Aljube, na sequência destes acontecimentos. Este exílio só seria quebrado quando regressava a Portugal em férias ou de passagem.
De acordo com Eunice Cabral, na recensão que fez ao romance «Vai Alta a Noite» em 1997 para o jornal Público, este momento terá marcado profundamente a obra de Pinheiro Torres, que terá passado a perfilhar abertamente uma posição crítica do Estado Novo e da sociedade portuguesa. Em todo o caso, a autora Agustina Bessa-Luís, conterrânea e conhecida de Pinheiro Torres, concordando com a autora, fez a obtemperação de que noutras obras de ficção, particularmente no «Adeus às Virgens», aquele não deixou de transparecer um saudosismo ternurento pela terra-natal.
Na Universidade de Cardiff em 1970, criou a disciplina  “Literatura Africana de Expressão Portuguesa”. Foi a primeira universidade inglesa a ter essa disciplina. Em 1976 fundou um departamento designado por “Departamento de Estudos Portugueses e Brasileiros”.
Ao longo da sua vida traduziu Hemingway e de D. H. Lawrence.
A Sociedade Portuguesa de Autores fez, em 27 de novembro de 1997, uma sessão solene de homenagem comemorando os 50 anos de vida literária do escritor.

## Colaborações literárias
- Colaborou em várias revistas como  Seara Nova, Gazeta Musical e de Todas as Artes e Jornal de Letras, Artes e Ideias e ainda, no semanário Mundo Literário [4] (1946-1948).
- Colaborou no Diário de Lisboa, escrevendo regularmente uma coluna sobre crítica.
- A Revista Amarante Municipal, fez na sua segundo edição uma capa com uma aguarela de Pinheiro Torres, feita pela artista Júlia Pintão e no seu interior, um artigo com a colaboração de Agustina Bessa Luís, sobre a vida do escritor.
- Apresentou diversos obras no auditório da Biblioteca Municipal da Póvoa de Varzim, onde se encontra parte do seu espólio.

## Prémios
- 1979 - Prémio de Ensaio Jorge de Sena pela Associação Portuguesa de Escritores. (Portugal)
- 1983 - Prémio de Ensaio Ruy Belo. (Portugal)
- 1983 - Prémio de Poesia pela Associação Portuguesa de Escritores.
- Cidadão honorário de São Tomé e Príncipe.
- Membro da Academia Maranhense de Letras de São Luís do Maranhão (Brasil).

## Obras
- Científico-Cosmogónico-metafísico de Perseguição (1942) (ensaio)
- Novo Génesis (1950) (poesia)
- Quarteto para Instrumentos de Dor (1950) (poesia)
- A Voz Recuperada (1953) (poesia)
- O Mundo em Equação (1967) (ficção)
- A Ilha do Desterro (1968) (poesia)
- A Terra de Meu Pai (1972) (poesia)
- Vida e Obra de José Gomes Ferreira (ensaios) (1975)
- Vida e Obra de José Gomes Ferreira (1975) (ensaio)
- O Neo-realismo Literário Português (1977) (ensaio)
- A Nau de Quixibá (1977) (romance)
- Os Romances de Alves Redol (1979) (ensaio)
- O Ressentimento de um Ocidental (1981) (poesia)
- A Flor Evaporada (1984) (poesia)
- A Flor Evaporada (1984) (poesia)
- Antologia da poesia brasileira do Padre Anchieta a João Cabral de Melo Neto (1984) (antologia)
- Contos (1985) (romance)
- Tubarões e Peixe Miúdo (1986) (ficção) (ISBN 972-21-0234-6)
- Espingardas e Música Clássica (1987) (ficção) (ISBN 972-21-0235-4)
- Antologia da Poesia Trovadoresca Galego-Portuguesa (1987) (antologia)
- Ensaios Escolhidos I'(1989) (ensaio)
- Ensaios Escolhidos II (1990) (ensaio)
- O Adeus às Virgens (1992) (romance)
- Sou Toda Sua, Meu Guapo Cavaleiro (1994) (ficção) (ISBN 972-21-0955-3)
- A Quarta Invasão Francesa (1995) (romance)
- Trocar de Século (1995) (poesia)
- A Ilha do Desterro (1996) (poesia)
- Vai Alta a Noite (1997) (romance)
- O Meu Anjo Catarina (1998) (romance)
- Amor, Só Amor, Tudo Amor (1999) (romance)
- A Paleta de Cesário Verde' (2003) (ensaio)

## Traduções
- A Conquista do Everest, de Eric Shipton (1959)
- A Capital do Mundo e Outras Histórias, de Ernest Hemingway (tradução conjunta de Virgínia Motta e Alexandre Pinheiro Torres (1959)
- Um Gato à Chuva, de Ernest Hemingway (1960)
- Viajando na Noruega, de Beth Hogg e Garry Hogg (1960)
- Lendas do Mundo Antigo, de Nathaniel Hawthorne (1961)
- A Ilha do Tesouro, de Robert Louis Stevenson (1961)
- A Vida Quotidiana na Babilónia e na Assíria, de Georges Coutenau (tradução conjunta de Leonor de Almeida e de Alexandre Pinheiro Torres (1961)
- O Índio do Packard, de William Saroyan (1961)
- O Raposo, de D. H. Lawrence (1962)
- Viajando na Inglaterra, de Geoffrey Trease (1962)
- O Mundo das Formas, de Henri Focillon (tradução conjunta de Maria José Lagos Trindade e Alexandre Pinheiro Torres (1962)
- Viajando na Suíça, de Mariann Meier (1963)
- História de Jenni; O Ouvido do Conde Chesterfield, de  Voltaire (1964)
- A Casa na Praia, de Daphne du Maurier (1973)
- Contos, de Ernest Hemingway (tradução conjunta de Alexandre Pinheiro Torres e Fernanda Pinto Rodrigues (1975)
- As Torrentes da Primavera, de Ernest Hemingway (tradução conjunta de Maria Luísa Osório e Alexandre Pinheiro Torres) (1975)
- A Virgem e o Cigano, de D. H. Lawrence (1961)
- Os Cavalos Também se Abatem, de  Horace McCoy (1973)
- História da Filosofia, de  Julián Marias (1985)
- O Mundo que Nós Perdemos, de Peter Laslett (1976)